# اجلاس رهبران دینی جهان
اجلاس رهبران دینی جهان، یک نشست سالانه رهبران مذهبی است. اگرچه همایش‌های جهانی مذهبی دیگری نیز وجود دارد که رهبران مذهبی از طیف متنوعی از آیین‌های اعتقادی در آن شرکت می‌کنند، این اجلاس منحصر به فرد است چرا که آنها بیانیه‌های مشترکی را به رهبران سیاسی گروه هشت ارائه می‌دهند. این بیانیه‌ها در مورد مسئولیت متقابل گروه‌های اعتقادی و رهبران سیاسی در راستای بهبود شرایط زندگی آسیب پذیرترین مردم دنیا هستند. این اجلاس اکنون یک دور کامل از جلسات گروه هشت ملاقات کرده‌اند. اولین جلسه برای ارائه بیانیه‌ای به گروه هشت در انگلستان برگزار شد که اقتصادی بود. سال بعد که روسیه میزبان این رویداد بود، اجلاس بین ادیانی شد. بیانیه‌ها را می‌توان در تارنمای مشاهده کرد.

## دوره اول جلسات
- ۲۰۰۶ - روسیه "اجلاس جهانی رهبران مذهبی"
- ۲۰۰۷ - آلمان "مشارکت عادلانه: فراخوانی از کلن"
- ۲۰۰۸ - ژاپن "پیشنهادی از مردم دین به رهبران گروه هشت" و "فراخوان از ساپورو - اجلاس رهبران مذهبی جهان برای صلح"
- ۲۰۰۹ - ایتالیا "اجلاس چهارم رهبران مذهبی به مناسبت G8"
- ۲۰۱۰ - کانادا "زمان رهبری الهام بخش"
- ۲۰۱۱ - فرانسه "اجلاس رهبران مذهبی بوردو"
- ۲۰۱۲ - ایالات متحده "بیانیه رهبران مذهبی ۲۰۱۲ برای G8 و G20"[۲]

## دومین دور از جلسات و برنامه‌ها
- ۲۰۱۳ - انگلستان «رهبران جهانی مذهبی از G8 می‌خواهند که به موجبات فقر اعتراض کنند.» این جلسه بیش از آنکه به صورت رو در رو انجام شود، به صورت ارتباطات از راه دور بود.

## فعالیت علمی
مقالاتی که اهمیت محتوای این اجلاس را بررسی کرده‌اند
- ۲۰۱۱ - "قدرت نرم مذهبی به عنوان سازوکار مسئولیت  قدرت در سیاست جهانی: اجلاس رهبران بین ادیانی." این مطالعه موردی از اجلاس رهبران بین ادیانی از سال ۲۰۰۵ تا ۲۰۱۰، چگونگی استفاده رهبران بین ادیانی از شهرت عمومی و پاسخ گویی همتایان در بین نمایندگان خود در رابطه با رهبران گروه هشت/گروه بیست را بررسی می‌کند. اعتبار نظری فرایند گفتگو بستگی به پاسخگویی رهبر سیاسی ندارد بلکه با استفاده از یک استاندارد نظری پیچیده برای ارزیابی مشروعیت نهادهای حاکمیت جهانی که در آن مشاهدات سنجیده می‌شود، مشخص می‌شود. گفتگوی بین ادیانی یک نمونه خاص از FAM است که نشان از افزایش رعایت استاندارد در بین سال‌های ۲۰۰۵ تا ۲۰۱۰ دارد. سازوکار گفتگوی FAM نوعی قدرت نرم مذهبی است که نهادهای نرم را به روش نرم ترکیب می‌کند. مرحله بعدی تحقیق، شناسایی ویژگی‌های خاص از نوع ایده‌آل FAM است.
- ۲۰۱۲ - "نوع‌شناسی سازوکار پاسخگویی برپایه اعتقاد: اجلاس بین ادیان ۲۰۱۱ به عنوان قدرت نرم در حکمرانی جهانی". شرایط مرتبط با ثبات حاکمیت دموکراتیک جهانی، نگرانی اصلی جامعه‌شناسی سیاسی بوده‌است. جهانی سازی، وضعیت "حاکمیت بدون دولت"، دارای شکاف‌های پاسخگویی است که سازمان‌های بین‌المللی غیردولتی - مذهبی و غیرمذهبی - با فعال سازی ارتباط برقرار می‌کنند. آنها هنجارهای دموکراتیک را با استفاده از قدرت نرم به عنوان مکانیسم پاسخگویی در روابط بین‌المللی تقویت می‌کنند. مکانیسم‌های پاسخگویی مذهبی و سکولار در ساختار و عملکرد متفاوت هستند. این مقاله یک نوع‌شناسی مکانیسم پاسخگویی مبتنی بر ایمان را ارائه می‌دهد که مجموعه ای از ویژگی‌های اعمال قدرت نرم مذهبی را نشان می‌دهد که ممکن است روند دموکراتیک در حکمرانی جهانی را تقویت کند. یک مدل خدمات ائتلاف که اعتماد عمومی را در زمینه‌های مناسب حفظ کند، برخلاف مدل‌های نظارت مذهبی انحصاری ساخته شده‌است. این نوع‌شناسی با داده‌های مطالعه موردی از اجلاس بین آیینی ۲۰۱۱ در بوردو، فرانسه نشان داده شده‌است.
- انتشارات گروه هشت - مدرسه امور جهانی مونک شامل مشارکت جامعه مدنی سازمان‌های اعتقاد محور، از جمله اظهارات مشترک رهبران مذهبی به گروه هشت، در گزارش جامعه مدنی[پیوند مرده] خود در مورد کمپ دیوید است.[پیوند مرده]
- ۲۰۱۳ - "دینامیک حاکمیت بازتابی عملیاتی در دور یک از گفتگوی رهبران مذهبی جهان با G8 (2005-2013)." این مطالعه موردی از اجلاس رهبران مذهبی جهان، پویایی حاکمیت بازتابی را نشان می‌دهد که در فرایند اجلاس سران مذهبی از سال ۲۰۰۵ تا ۲۰۱۳ عمل می‌کند. تحقیقات گذشته به بازتاب انعکاس در سرمایه‌های فرهنگی تولید شده توسط رهبران مذهبی پرداخته و به رهبران سیاسی گروه هشت تحویل داده‌است. داده‌ها از مصاحبه‌های کیفی، پرسشنامه‌ها و سخنرانی‌های اجلاس جمع می‌شوند تا بیشتر بدانند که چگونه بازتاب پذیری به صورت گوناگون باز و بسته می‌شود در طی چرخه ۹ ساله. به جای انتخاب بین حفظ ظرفیت عمل یا بازکردن مسئولیت رسیدگی به مسئله برای متناسب سازی بیشتر، حکومت بازتابی به بهترین نحو قابل درک است که همدیگر را در هم آمیخته و هم با هم ترکیب می‌کند. با توجه به تغییر پویایی تغییر در رابطه با انتقال آینده از اهداف توسعه هزاره به اهداف توسعه پایدار پیشنهادی، یک رویکرد هماهنگی برای حاکمیت بازتابی اجلاس دینی مورد بحث قرار می‌گیرد.